# Ибн Юнус
Ибн Юнус (на арабски: ابن يونس, пълно име: Абу ал-Хасан Али ибн Абд ал-Рахман ибн Ахмад ибн Юнус ал-Садафи ал-Мисри) е значим средновековен арабски математик и астроном, роден и живял в Египет. Смята се, че трудовете му по астрономия са изпреварили времето си със своята прецизност на изчисленията и внимание към детайла.

## Биография
Данните за ранния живот и образованието на ибн Юнус са оскъдни. Известно е, че е роден между 950 и 952 г. във Фустат – първата столица на Египет под арабско владичество. От името му личи, че неговият прадядо се е казвал Юнус, дядо му – Ахмад, а баща му – Абд ал-Рахман. Бащата е виден историк, биограф и изследовател на хадиса. Автор е на два тома история на Египет и е смятан за един от най-видните ранни историци на страната и първият известен автор на биографичен сборник за известни египтяни.
Ибн Юнус е бил ученик на Абу ал-Уафа. В младежките години на ибн Юнус властта в Египет се поема от династията на Фатимидите и е основана новата столица Кайро. Ибн Юнус се мести да живее в Кайро и се оказва тясно свързан с и двама халифи – халиф ал-Азиз и сина му халиф ал-Хаким, които подкрепят в продължение на 26 години научната му работа в областта на астрономията.

## Трудове
Основните приноси на ибн Юнус са в областта на математиката и астрономията. Под влиянието на халиф ал-Хаким има множество работи в областта на ислямската астрология и такива, свързани с определянето на ислямския лунен календар.

### В математиката
Ибн Юнус изчислява синуса на 1 градус, подобрявайки метода на Клавдий Птолемей и съставя таблица на синусите с интервал 1 минута (1/60 от градуса). Съставя и таблица на тангенсите с интервал 1 секунда (1/3600 от градуса), която обаче все още не е добре проучена. Пише трудове по равнинна и сферична тригонометрия и първи предлага метод за решаване на триъгълник с въвеждането на спомагателни ъгли.

### В астрономията
Най-известният труд на ибн Юнус, написан около 1000 г. и посветен на благодетеля му халиф ал-Хаким, е наръчник с астрономически таблици с изключително точни за времето си изчисления от направени наблюдения. В него ибн Юнус описва 40 съединения на планети и 30 лунни затъмнения, данните за които са потвърдени от съвременната наука. Оригиналът на този труд обаче не е изцяло съхранен – части от него се намират в Лайден, Оксфорд, Париж, Ескориал, Берлин и Кайро. През 19 век Саймън Нюкъм открива, че наблюденията на ибн Юнус за затъмненията и планетните съединения са толкова точни, че ги използва в своята теория за движението на Луната при определяне на секулярното ѝ ускорение.
В продължение на много години ибн Юнус съставя и над 10 хиляди записа за различни положения на Слънцето, използвайки внушителна астролабия с диаметър около 1,4 метра.

## Други
На името на ибн Юнус е кръстен кратер от обратната страна на Луната.